# Pallanuoto ai campionati mondiali di nuoto 1991 - Torneo femminile
Il secondo campionato mondiale di pallanuoto femminile si è disputato dal 3 al 13 gennaio 1991 nell'ambito della sesta edizione dei campionati del mondo di nuoto, organizzati dalla FINA a Perth (Australia).
La formula del torneo è stata la stessa dell'edizione precedente. La nazionale olandese ha conquistato il suo primo titolo mondiale.

## Squadre partecipanti
GRUPPO A
- Canada
- Francia
- Germania
- Nuova Zelanda
- Paesi Bassi

GRUPPO B
- Australia
- Brasile
- Stati Uniti
- Ungheria

## Fase preliminare

### Gruppo A
|    | Squadra       | Pt | G | V | P | S | GF | GS | Diff |
| -- | ------------- | -- | - | - | - | - | -- | -- | ---- |
| 1. | Paesi Bassi   | 8  | 4 | 4 | 0 | 0 | 49 | 35 | +14  |
| 2. | Canada        | 6  | 4 | 3 | 0 | 1 | 40 | 25 | +15  |
| 3. | Germania      | 4  | 4 | 2 | 0 | 2 | 38 | 33 | +5   |
| 4. | Nuova Zelanda | 2  | 4 | 1 | 0 | 3 | 29 | 42 | –13  |
| 5. | Francia       | 0  | 4 | 0 | 0 | 4 | 28 | 49 | –21  |

### Gruppo B
|    | Squadra     | Pt | G | V | P | S | GF | GS | Diff |
| -- | ----------- | -- | - | - | - | - | -- | -- | ---- |
| 1. | Ungheria    | 6  | 3 | 3 | 0 | 0 | 40 | 18 | +22  |
| 2. | Stati Uniti | 4  | 3 | 2 | 0 | 1 | 30 | 17 | +13  |
| 3. | Australia   | 2  | 3 | 1 | 0 | 2 | 27 | 19 | +8   |
| 4. | Brasile     | 0  | 3 | 0 | 0 | 3 | 3  | 46 | –43  |

## Fase Finale

### Gruppo C (1º-4º posto)
|    | Squadra     | Pt | G | V | P | S | GF | GS | Diff |
| -- | ----------- | -- | - | - | - | - | -- | -- | ---- |
| 1. | Paesi Bassi | 4  | 3 | 2 | 0 | 1 | 22 | 12 | +10  |
| 2. | Canada      | 3  | 3 | 1 | 1 | 1 | 14 | 20 | –6   |
| 3. | Stati Uniti | 3  | 3 | 1 | 1 | 1 | 17 | 18 | –1   |
| 4. | Ungheria    | 2  | 3 | 1 | 0 | 2 | 16 | 19 | –3   |

## Classifica Finale
| Pos.    | Squadra       |
| ------- | ------------- |
| Oro     | Paesi Bassi   |
| Argento | Canada        |
| Bronzo  | Stati Uniti   |
| 4       | Ungheria      |
| 5       | Australia     |
| 6       | Germania      |
| 7       | Nuova Zelanda |
| 8       | Brasile       |
| 9       | Francia       |